# Park Tae-bun
Park Tae-bun, auch Tae-bun Park-Reger (* 23. September 1971 in Gyeongbuk, Südkorea) ist eine südkoreanische Musikerin und Solo-Kontrabassistin der Nürnberger Philharmoniker.

## Leben
Park besuchte in ihrer Heimatstadt das Musikgymnasium, wo sie zunächst im Hauptfach Klavier später im Hauptfach Kontrabass unterrichtet wurde. Ihre Ausbildung setzte sie an der Kemyong-Universität fort; dort erhielt sie ein Stipendium über die gesamte Studienzeit für das Fach Kontrabass. 1994 schloss sie ihr Studium in Korea mit einem Diplom mit Auszeichnung ab. 1995 kam sie nach Deutschland, um ihre Studien durch den Besuch einer zweijährigen Meisterklasse bei Klaus Trumpf in München und einem weiteren Jahr Aufbaustudium in Nürnberg bei Dorin Marc als Gaststudentin zu vervollständigen. In dieser Zeit war sie Mitglied sowohl der Bayerischen als auch der Münchner Orchesterakademie, später erhielt sie selbst einen Lehrauftrag für Kontrabass an der Musikhochschule München. Seit 1999 ist sie Kontrabassistin, seit 2001 Solo-Kontrabassistin der Nürnberger Philharmonikern,   
Park gewann zahlreiche Wettbewerbe, u. a. den Nationalen Musikwettbewerb 1989 in Korea (1. Preis), 1997 den Internationalen Kontrabasswettbewerb in Kromeriz (1. Preis) sowie den Internationalen Kontrabasswettbewerb in Debrecen (3. Preis und Sonderpreis für die beste Interpretation eines zeitgenössischen ungarischen Komponistens). 1998 erhielt sie ein Diplom beim Internationalen Musikwettbewerb in Genf; in Italien wurde sie 1999 mit einer Silbermedaille beim 4. Internationalen Kontrabasswettbewerb „Giovanni Bottesini“ ausgezeichnet. 
Seit 1992 gibt Park zahlreiche Solokonzerte in Europa und Asien, u. a. trat sie mehrfach als Solistin mit dem Kemyong Symphony Orchestra und dem Korean Symphony Orchestra auf. Zudem war sie Mitglied des Kontrabassquartetts Bassiona Amorosa.
Auch im Bereich der Kammermusik tritt sie regelmäßig auf, z. B. bei dem jährlich stattfindenden internationalen Kammermusikfestival in Nürnberg sowie den Kammerkonzerten der Philharmonie Nürnberg (e. V.).

## Diskografie
- Virtuoses und Populäres für vier Kontrabässe. (Mit Bassiona Amorosa).  Ars Vivendi, 1999.[2]

- Das besondere Streichquartett. Mit Bassiona Amorosa: Zsuzsanna Juhász; Tae Bun Park; Veronika Pápoi; Helena Mezej. Academia.[3]
- Modern Music. (Mit Bassiona Amorosa). Academia, 2005.[4]